# سولان بونسبي
سولان بونسبي (بالإنجليزية: Soulan Pownceby) (مواليد 4 مايو 1975) هو ملاكم نيوزيلندي، مثّل بلاده في الألعاب الأولمبية الصيفية 2004.

## روابط خارجية
سولان بونسبي على موقع بوكس ريك (الإنجليزية) (registration required)
- سولان بونسبي على موقع أوليمبيديا (الإنجليزية)